# Pongdang pongdang love
Pongdang pongdang love (퐁당퐁당 LOVE?; titolo internazionale Splash Splash Love) è una webserie sudcoreana trasmessa su Naver TV Cast dal 10 al 21 dicembre 2015 per 10 episodi, e in televisione su MBC il 13 e il 20 dicembre 2015 per 2 episodi da 70 minuti.
Il teaser, pubblicato in Internet il 3 dicembre 2015, raggiunse 6,2 milioni di visualizzazioni in tre giorni, mentre il 29 febbraio 2016 la webserie superò 10 milioni di visualizzazioni.

## Trama
Jang Dan-bi frequenta l'ultimo anno delle scuole superiori e si sta preparando per sostenere l'esame SAT. Mentre i professori, sua madre e la sua migliore amica la incitano affinché consegua buoni risultati che le permettano di ambire ad un'università importante, Dan-bi, studentessa mediocre e svogliata, conscia di non essere all'altezza delle aspettative, il giorno dell'esame non si presenta e scappa al parco durante un acquazzone. Saltando in una pozzanghera mentre desidera di sparire, la ragazza la attraversa e si ritrova nel cortile del palazzo reale di Joseon nel bel mezzo di una cerimonia propiziatrice per la pioggia. Scambiandola per un eunuco impazzito (a causa dell'omofonia con "liceale dell'ultimo anno"), il giovane re Yi Do vorrebbe giustiziarla, ma, quando la ragazza si dimostra più capace in matematica dei suoi sottoposti, risolvendo velocemente un problema applicando il teorema di Pitagora a loro sconosciuto, decide di tenerla accanto a sé come precettore. Felice di potersi rendere utile almeno una volta nella sua vita, mentre attende la pioggia per tornare a casa Dan-bi insegna matematica e anatomia agli studiosi e allo stesso sovrano, del quale però s'innamora.

## Personaggi
- Jang Dan-bi/Jang Yeong-sil, interpretata da Kim Seul-gie
- Yi Do, interpretato da Yoon Doo-joon
- So-heon/Regina Soheon, interpretata da Jin Ki-joo
- Park Yeon/Che Ah-jin, interpretato da Ahn Hyo-seop
- Insegnante di matematica di Dan-bi/capo degli eunuchi, interpretato da Go Kyu-pil
- Seok, interpretato da Yoon Seok-ho
- Primo ministro Hwang Hui, interpretato da Kim Kap-soo
- Sim On, interpretato da Jung Kyu-soo
- Madre di Dan-bi/Regina madre Hudeok, interpretata da Im Ye-jin
- Choe Manri, interpretato da Lee Dae-yeon

## Ascolti
| Episodio | Data di trasmissione | Dati TNMS           | Dati TNMS                  | Dati AGB            |
| Episodio | Data di trasmissione | A livello nazionale | Area metropolitana di Seul | A livello nazionale |
| -------- | -------------------- | ------------------- | -------------------------- | ------------------- |
| 1        | 13 dicembre 2015     | 3,5                 | 3,5                        | 3,3                 |
| 2        | 20 dicembre 2015     | 3,0                 | –                          | 2,5                 |
| Media    | Media                | 3,25                | –                          | 2,9                 |

## Colonna sonora
1. Splash Into You (너에게 퐁당) – Remi
2. Splash Into You (Violin intro. version) (너에게 퐁당) – Remi
3. Splash Into You (너에게 퐁당) – Kim Hyung-joong
4. Don't Go (가지마라) – One More Chance